# Veronyika Arkagyjevna Dolina
Veronyika Arkagyjevna Dolina, (Вероника Аркадьевна Долина), (Moszkva, 1956. április 2.), orosz dalénekes (bárd), költő; mintegy 500 dal szerzője. Férje Alekszandr Muratov, filmrendező.
A Moszkvai Pedagógiai Főiskolán diplomázott 1979-ben francia nyelvtanárként. Két évig egy könyvtárban dolgozott. Elvégzett egy zeneiskolát is. 1971 óta írja és énekli saját dalait hathúros gitárkísérettel. Dalai széles körben terjedtek kazettás magnófelvételeken. 1986-ban jelent meg az első lemeze, mintegy tíz évvel azután, hogy először fellépett, és a folyóiratok már közölték verseit. 1987-ben Párizsban jelent meg először verseskötete. Máig több, mint tíz kötetét, kilenc LP-jét és tíz CD-jét adták ki. Fellépett Franciaországban, az USA-ban, Kanadában, Izraelben.

## Hanglemezek
- 1986 – Позвольте быть вам верной
- 1987 – Мой дом летает
- 1987 – Когда б мы жили без затей
- 1989 – Элитарные штучки
- 1990 – Волшебный сурок
- 1993 – Невинград
- 1995 – Судьба и кавалер
- 1996 – Любая любовь
- 1998 – Будто письма
- 1999 – Mon Petit Tambour
- 1999 – Бальзам
- 1999 – Табак
- 2000 – Дитя со спичками
- 2000 – Железная дева
- 2000 – Сказочки на потолке
- 2001 – Фараон
- 2003 – Тринадцать бриллиантов
- 2004 – Фатрази
- 2005 – Старые французские сказки
- 2006 – Водевир
- 2007 – Медальончик
- 2009 – Головокружение
- 2011 – Ночная дудочка

## Külső hivatkozások
- Hivatalos oldal